# 1,1-Dichlor-1-fluorethan
1,1-Dichlor-1-fluorethan ist eine chemische Verbindung aus der Gruppe der gesättigten Halogenkohlenwasserstoffe.

## Gewinnung und Darstellung
1,1-Dichlor-1-fluorethan kann durch Fluorierung von 1,1,1-Trichlorethan mit wasserfreiem Fluorwasserstoff bei 144 °C gewonnen werden, wobei auch 1-Chlor-1,1-difluorethan entsteht.
1,1-Dichlor-1-fluorethan zählt zu den chemischen Substanzen, die in großen Mengen hergestellt werden („High Production Volume Chemical“, HPVC) und für die von der Organisation für wirtschaftliche Zusammenarbeit und Entwicklung (OECD) eine Datensammlung zu möglichen Gefahren („Screening Information Dataset“, SIDS) angefertigt wurde.

## Eigenschaften
1,1-Dichlor-1-fluorethan ist eine sehr leicht flüchtige, farblose Flüssigkeit mit schwach etherischem Geruch, die schwer löslich in Wasser ist. Bei Temperaturen über 200 °C zersetzt sich die Verbindung, wobei Fluorwasserstoff, Chlorwasserstoff und Phosgen entstehen. Die Verbindung hat ein Treibhauspotenzial von 938 und ein Ozonabbaupotenzial von 0,11.

## Verwendung
1,1-Dichlor-1-fluorethan wird als Reinigungsmittel und für die Kunststoffverschäumung für PUR-Schäume verwendet.